# Wsewolod Leonidowitsch Chmyrow

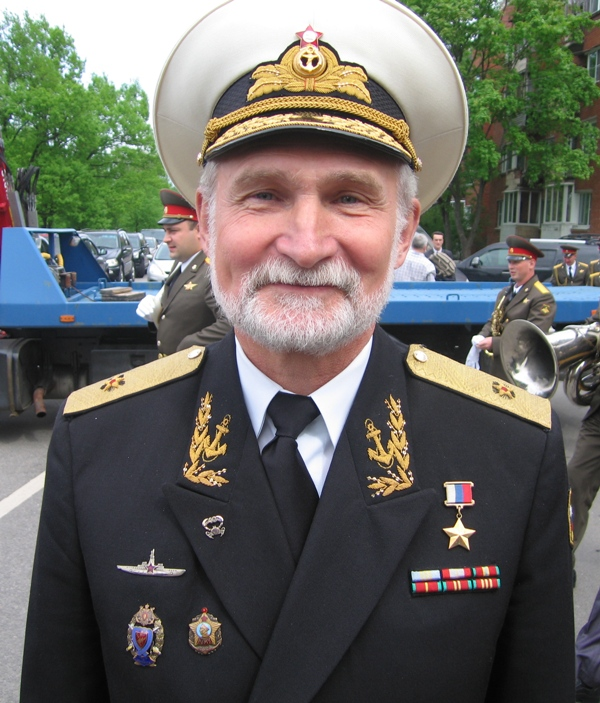
Chmyrow im Mai 2013 in Sankt Petersburg

Wsewolod Leonidowitsch Chmyrow (russisch Всеволод Леонидович Хмыров; * 19. Juli 1951 in Reni, Oblast Odessa) ist ein russischer Offizier und Konteradmiral i. R. der Russischen Seekriegsflotte.

## Leben
Chmyrow besuchte die achtklassige Mittelschule und von 1966 bis 1969 die Leningrader Nachimow Marineschule. 1974 absolvierte er die Seeoffiziershochschule M.W. Frunse in Leningrad. Anschließend diente er auf Atom-U-Booten der Nordflotte. Er begann seine militärische Laufbahn als Gruppenkommandeur des Navigation-Gefechtsabschnittes (GA-1) auf dem U-Boot K-241 (1974–1976). Von 1976 bis 1979 war er GA-1 Kommandeur des U-Bootes K-228 und von 1979 bis 1981 Wachoffizier des U-Bootes K-219. Nach Absolvieren höherer Offizierslehrgänge der Seekriegsflotte 1982 wurde er als Erster Offizier des Atom-U-Bootes K-418 eingesetzt. 1986 schloss er die Gretschko Seekriegsakademie erfolgreich ab und fand im Anschluss als Kommandant des Atom-U-Bootes K-241 Verwendung, auf dem er seine Karriere begonnen hatte. 
Chmyrow nahm an 20 Kampfeinsätzen teil. Von 1986 bis 1992 war er Stellvertreter des U-Bootdivisionskommandeurs der Nordflotte. Er erarbeitete eine neue Testmethode, mit der eine fehlende Verfolgung eines Raketen-U-Bootkreuzers durch gegnerische U-Jagdmittel festgestellt werden kann. Ab Mai 1992 diente er als U-Bootdivisionskommandeur der Nordflotte und wurde am 22. Februar 1996 zum Konteradmiral ernannt.
Mit Erlass Nr. 437 des Präsidenten der Russischen Föderation vom 28. Januar 1998 wurde ihm die Auszeichnung Held der Russischen Föderation für „Mut und Heldentum bei der Erprobung neuer Seekriegstechniken unter lebensbedrohlichen Bedingungen“ verliehen. Im Juli 2002 wurde er in den Ruhestand entlassen.
Der Kandidat der Wissenschaften (1999) arbeitete anschließend im administrativen Bereich in der Territorialverwaltung der Stadt Lomonossow und ab 3. Dezember 2003 als Verwaltungsleiter des Rajons Frunse. Vom 28. April 2009 bis Juli 2011 arbeitete er als Stellvertreter des Vorsitzenden des Sankt Petersburger Wohnkomitees. Chmyrow lebt in Sankt Petersburg.

## Auszeichnungen
- Orden „Für den Dienst am Vaterland in den Streitkräften der UdSSR“ 3. Klasse
- Held der Russischen Föderation (1998)
- Weitere Medaillen
- Abzeichen „Für Verdienste an Sankt Petersburg“ (2011)